# Shadow Zone
Shadow Zone je třetí studiové album americké skupiny Static-X.
Album vyšlo v roce 2001, v Billboard 200 debutovalo na 20. místě. Producentem byli stejně jako u předchozích dvou desek Ulrich Wild a Wayne Static. Před nahráváním alba opustil kapelu základající člen, bubeník Ken Jay. Bubny na albu nahrál Josh Freese, a na turné už hrál nový bubeník Nick Oshiro. Album se zcela odlišuje od předchozích počinů Static-X. Obsahuje mnohem méně elektroniky, melodické prvky, dokonce akustickou kytaru. V textech na rozdíl od jiných alb vyjadřuje Wayne Static svoje pocity. Na psaní desky se podílel také kytarista Tripp Rex Eisen. Skupina později přiznala, že byla i pod vlivem vydavatelství. Kritika přijala album velice vstřícně, ale část fanoušků ho naprosto odmítla. Na druhou stranu album získalo skupině jinou část fanoušků. Singlem byly skladby So a The Only. The Only se stala jednou z nejznámějších skladeb Static-X, hlavně kvůli tomu, že byla obsažena v počítačové hře Need For Speed: Underground.

## Seznam skladeb
1. Destroy All	2:18
2. Control It	3:04
3. New Pain	2:57
4. Shadow Zone	3:04
5. Dead World	2:47
6. Monster	2:13
7. The Only	2:50
8. Kill Your Idols	4:00
9. All In Wait	4:01
10. Otsegoletric	2:39
11. So	3:39
12. Transmission	1:38
13. Invicible	3:56
14. Gimme Gimme Shock Treatment (bonus track)

## Sestava
- Wayne Static – zpěv, kytara, programování
- Tripp Rex Eisen – hlavní kytara
- Tony Campos – basová kytara, vokály v pozadí
- Nick Oshiro – bubny (koncertní sestava)
- Josh Freese – bubny (nahrál na albu)